# Rudolf Anton Ludwig von Qualen
Rudolf Anton Ludwig von Qualen, auch Rudolph, Ludvig (* 19. Juni 1778 in Westensee; † 21. Februar 1830 in Eutin) war ein deutscher Offizier und Diplomat in dänischen Diensten und Opfer eines nie geklärten Mordfalls.

## Leben
Rudolf von Qualen war der jüngere von zwei Söhnen aus der ersten Ehe von Friedrich August von Qualen (1747–1805) mit Magdalena, geb. von Rumohr. Johann Detlev (1775–1824), der Oberstleutnant und Chef des 1. dänischen Bataillons wurde und mit der jüngeren Schwester Friedrich Seestern-Paulys, Juliane Auguste von Seestern-Pauly (1793–1880), verheiratet war, war sein älterer Bruder.
Zur Zeit des Todes seines Vaters 1805 war er Premierlieutenant in der dänischen Armee. Er wurde Oberadjutant des dänischen Königs Friedrich VI. und begleitete ihn, als dieser 1814 zum Wiener Kongress reiste. Er kam jedoch krank zurück und musste sich in Kiel einer schweren Operation unterziehen, die ihn zum weiteren Militärdienst dienstunfähig machte.
Der König nahm ihn daraufhin am 21. September 1814 als Kammerherrn in seine Dienste.
Nach dem Tod des dänischen Gesandten am Hof des Fürstentums Lübeck in Eutin, Jobst Konrad von Römeling/Rømeling (1750–1819), wurde er 1819 mit dem Charakter eines Obersten und als dänischer Minister zu dessen Nachfolger ernannt.

### Mord
Am späten Abend des 21. Februar 1830 wurde er in dem Garten hinter seinem Wohnhaus in Eutin tot aufgefunden. Eine Autopsie ergab, dass er, vermutlich mit einem Beil, erschlagen worden war. Wegen der von von Qualen stets behaupteten Exterritorialität des Gesandtschaftshauses verzögerte sich die Untersuchung. Verschiedene Bedienstete seines Haushaltes wurden in Haft genommen und angeklagt, doch am Ende nach mehreren Instanzen und einem Gutachten der Göttinger Juristenfakultät am 28. Februar 1837 vom Oberappellationsgericht Oldenburg freigesprochen. Der Täter wurde nie ermittelt. Die Untersuchungsakten befinden sich heute im Staatsarchiv Oldenburg. Als Mitglied der Regierung war Theodor Erdmann mit dem Vorgang befasst. Im Landesarchiv Schleswig-Holstein in Schleswig sind 35 Aktenbände der Justizkanzlei über den Prozess vorhanden. Anton Bauer nahm den Fall in Band 2 seiner Strafrechtsfälle auf.

### Familie
Rudolf von Qualen war seit dem 30. April 1819 verheiratet mit Caroline Sophie Emerenze (1787–1870), geb. Komtesse von Ahlefeldt, der ältesten Tochter des dänischen Generals Friedrich Carl von Ahlefeldt (1742–1825) und dessen Frau Detlefine geb. von Rantzau (1767–1851). Das Paar hatte drei Töchter und drei Söhne. Nach dem Mordfall zog die Witwe mit den Kindern nach Itzehoe.

## Auszeichnungen
- 28. Januar 1812: Dannebrogorden, Ritter
- 21. September 1814: Kammerherr
- 25. Mai 1826: Dannebrogorden, Kommandeur